# Vysockij (mrakodrap)
Vysockij (rusky Белая башня) je mrakodrap v ruském Jekatěrinburgu, se svými 188,3 m druhá nejvyšší budova ve městě po mrakodrapu Iseť. Nese jméno ruského umělce Vladimira Vysockého.

## Historie
Během výstavby Vysockého byly zbourány dva historické památkově chráněné objekty z 19. století, dům Falkovského (2007) a dům Jarutina (2009).
V srpnu 2010 byla vyhlášena soutěž na nové jméno mrakodrapu, nesoucího do té doby pracovní název Antej. Z více než 12 tisíc návrhů bylo vybráno jméno ruského umělce Vladimira Vysockého, jehož pomník stojí od roku 2006 nedaleko od mrakodrapu.
Slavnostní otevření se odehrálo 25. listopadu 2011 za účasti Nikity Vysockého, umělcova syna (rodina Vysockých oficiálně souhlasila s pojmenováním mrakodrapu). Zároveň také v jekatěrinburském kině Kosmos proběhla předpremiéra filmu Vysockij. Díky, že žiješ. V květnu 2012 byla na střeše otevřena vyhlídková plošina.
Od roku 2013 probíhá v mrakodrapu každoročně soutěž v běhu do schodů. Aby se závodníci dostali na vrchol, musí jich při tom zdolat 1137.
24. září 2014 budovu zdolal známý francouzský lezec na výškové budovy Alain Robert. Na vrchol se dostal za 2 hodiny.

## Muzeum Vladimira Vysockého
Na druhém patře mrakodrapu se nachází muzeum Vladimira Vysockého. Je zde vystavena řada jeho osobních věcí včetně automobilu Mercedes-Benz W116, který vlastnil od roku 1976. Byla zde také zhotovena přesná kopie pokoje, ve kterém Vladimir Vysockij nocoval v rámci svého vystoupení v Jekatěrinburgu (jednalo se o hotel Bolšoj Ural, který se nachází přes ulici). Asi nejcennějším exponátem je poslední Vysockého báseň věnovaná jeho ženě Marině Vladyové, kterou napsal necelé dva měsíce před smrtí. Tento list má status kulturní cennosti Ruské federace.

## Galerie

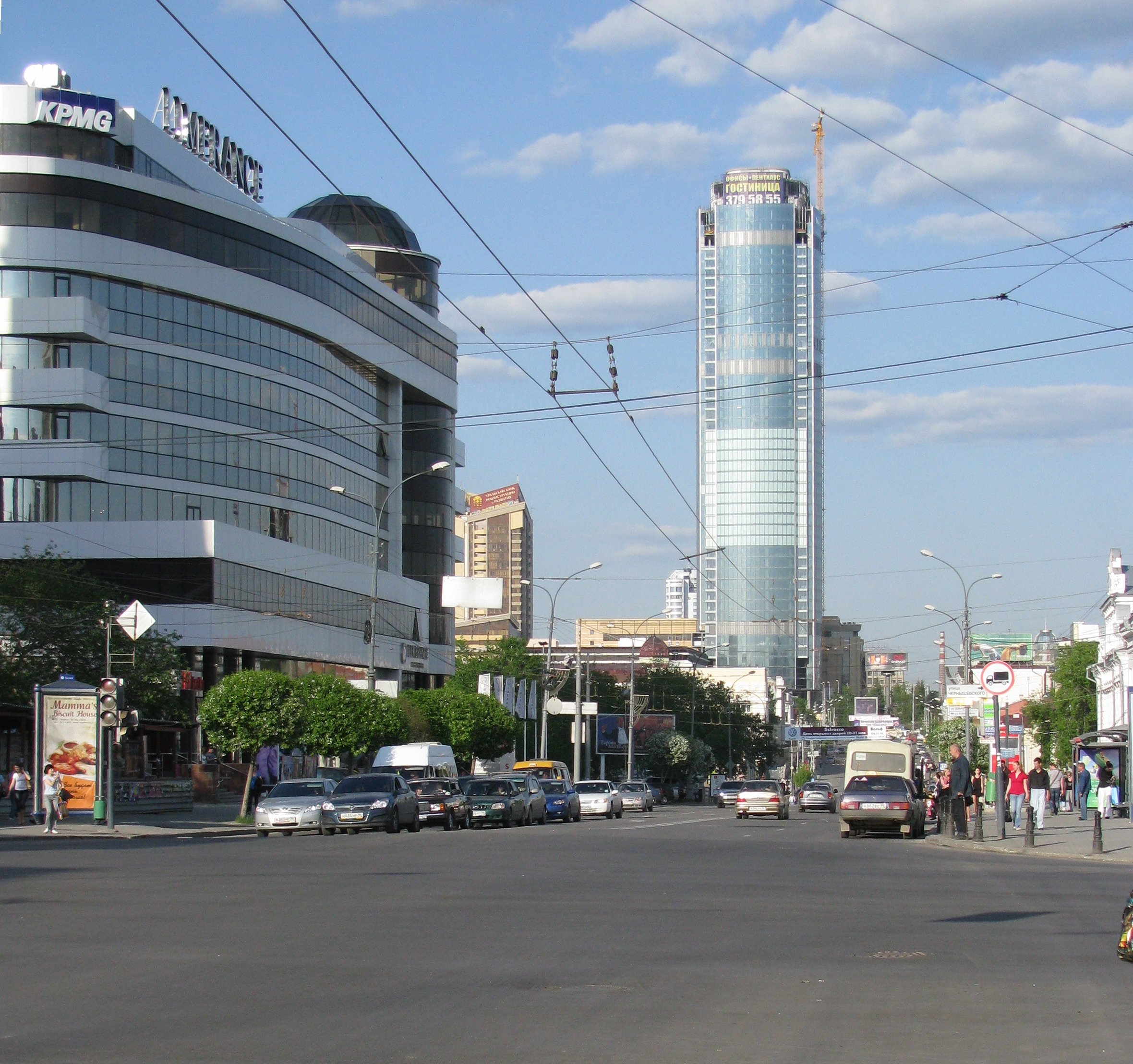
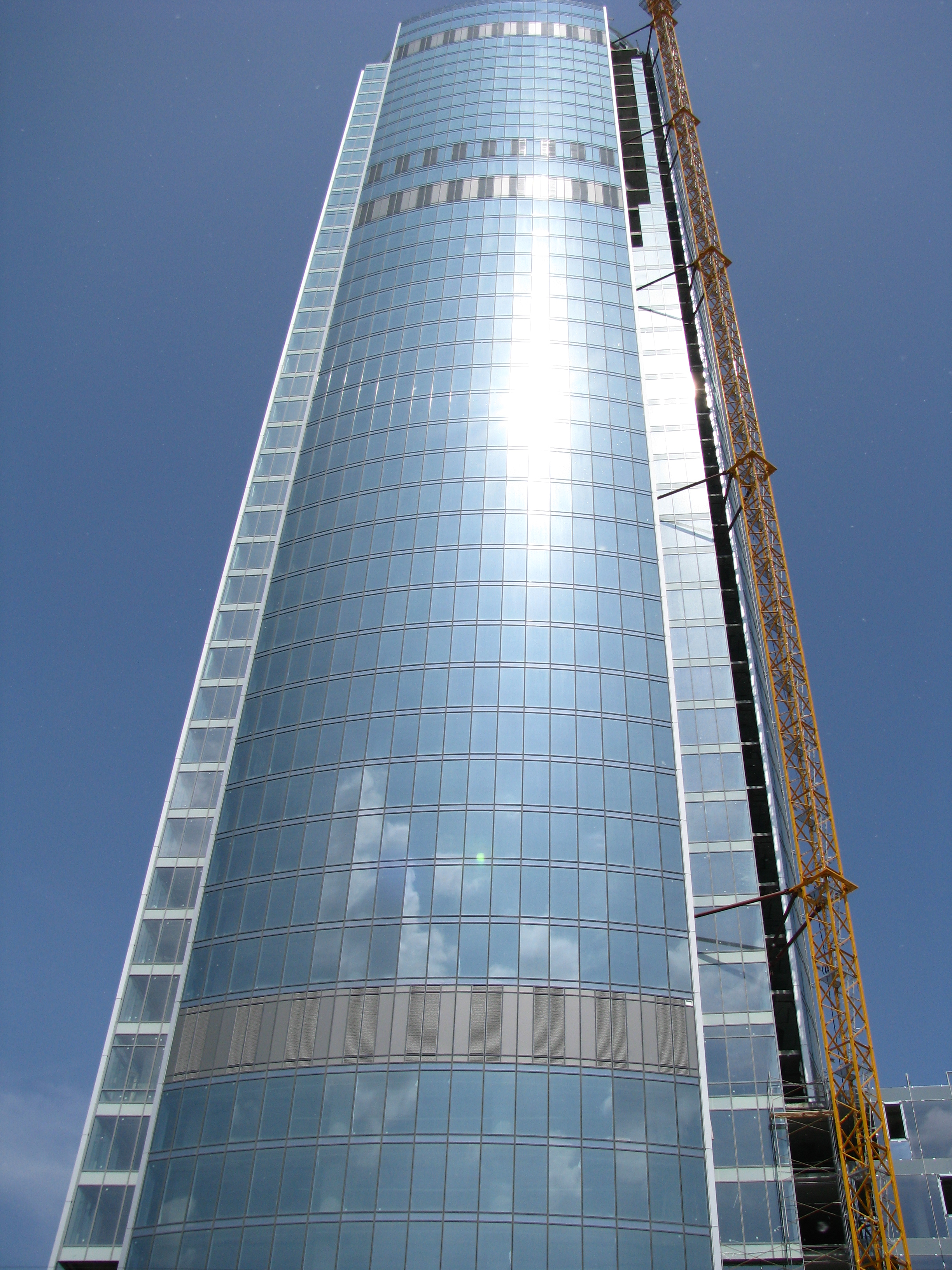
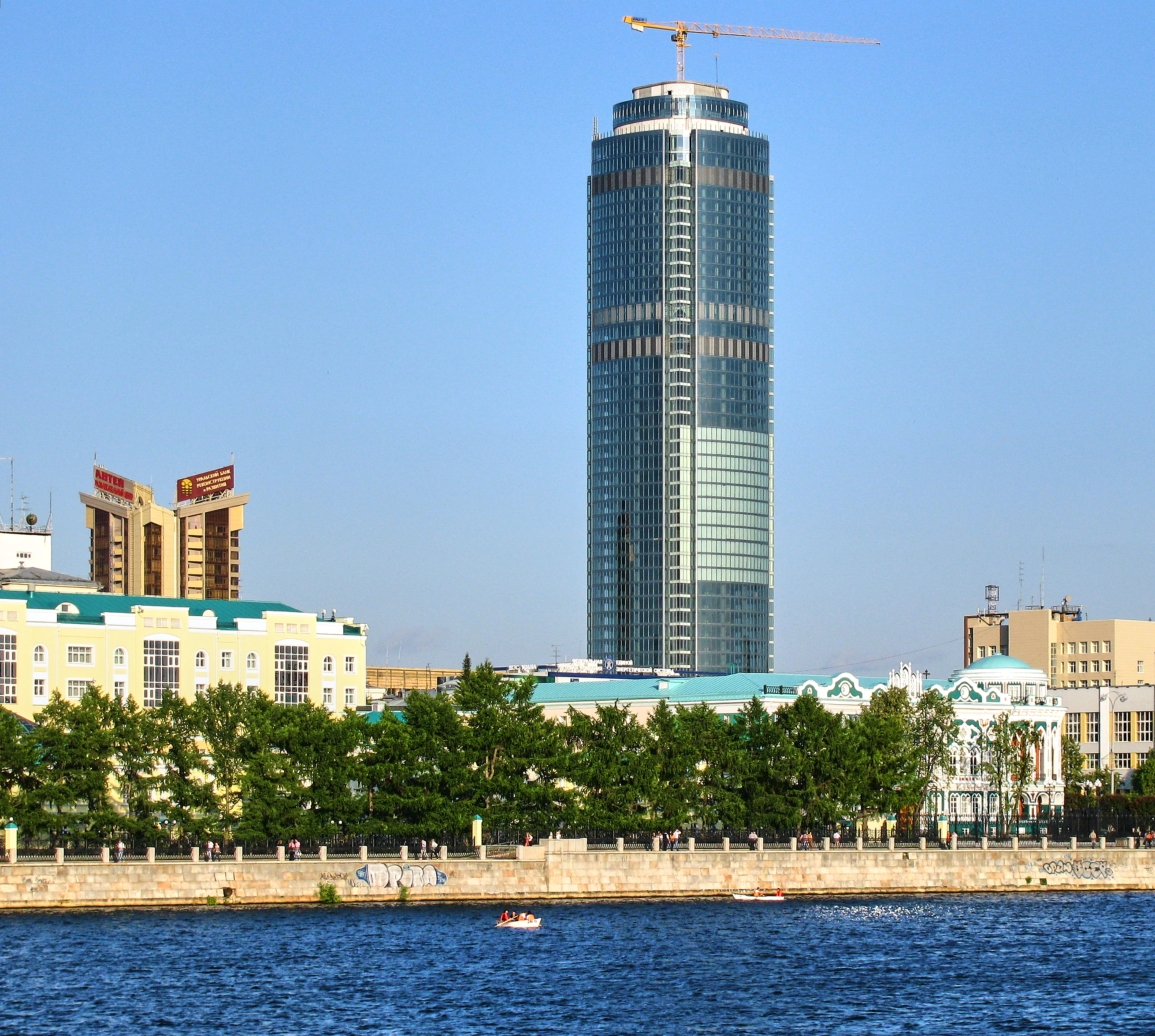
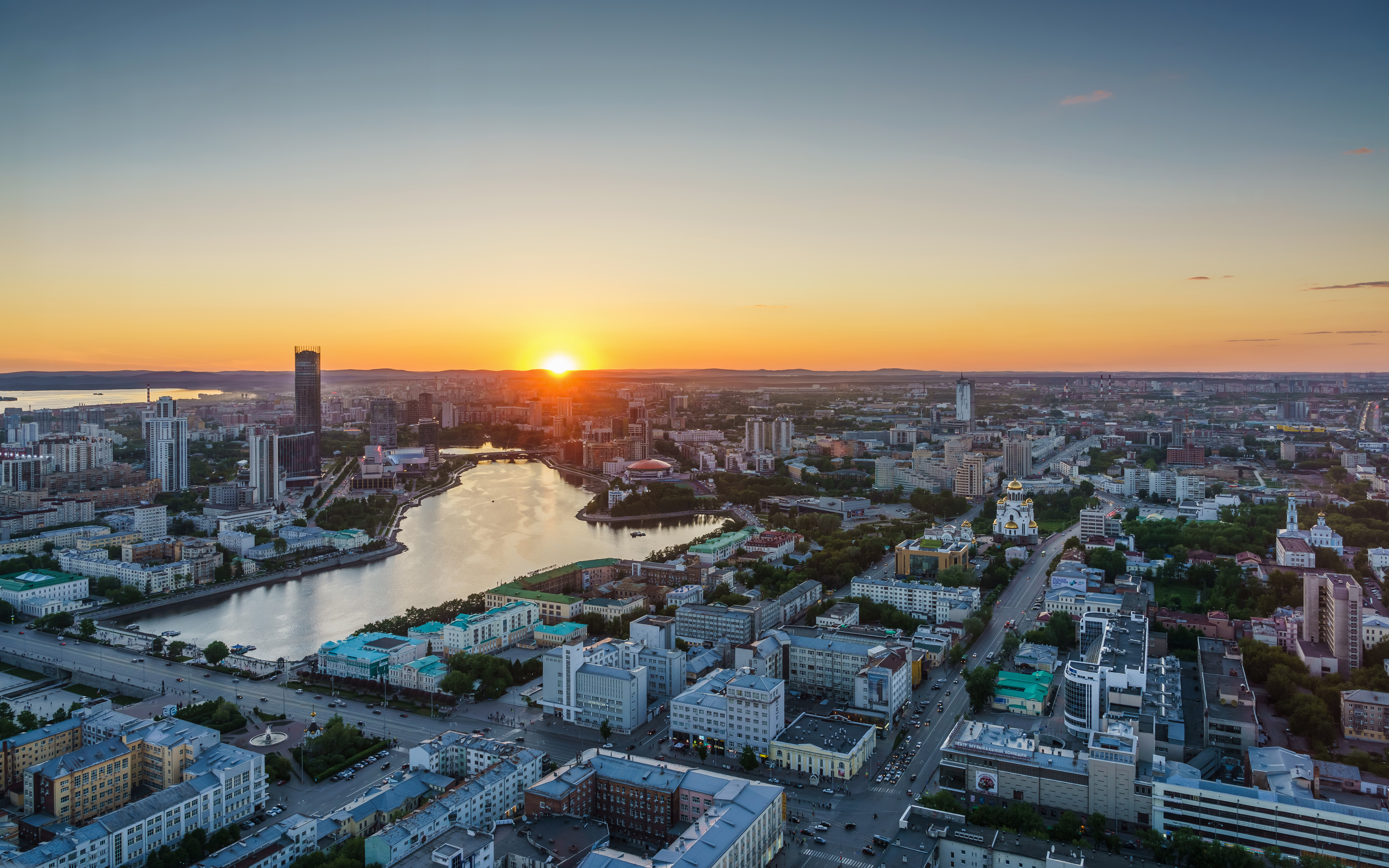
Výhled ze střechy
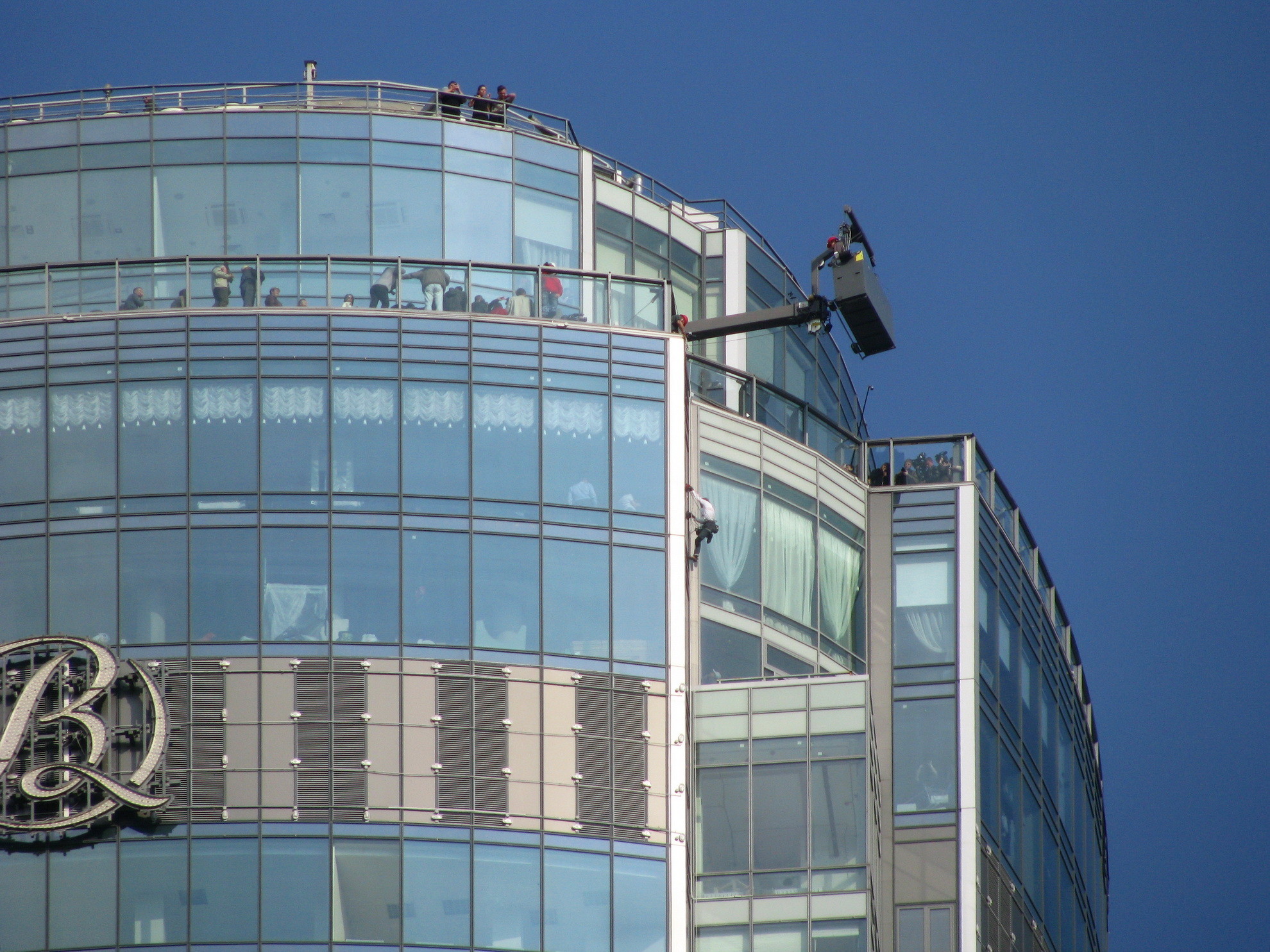
Alain Robert na vrcholu
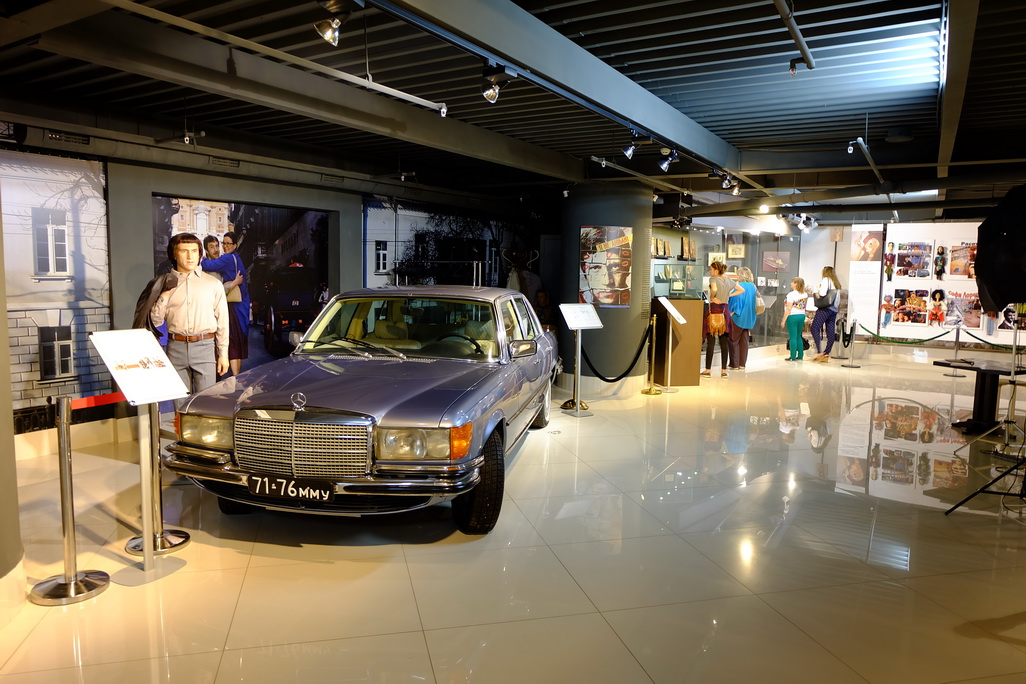
Muzeum Vladimira Vysockého